# レンカ語
レンカ語（レンカご、Lencan）は、ほぼ消滅しつつあるメソアメリカ先住民の孤立した言語または語族である。エスノローグでは孤立した言語とするが、実際には最近まで2つの言語が存在したことが知られる。

## 分類

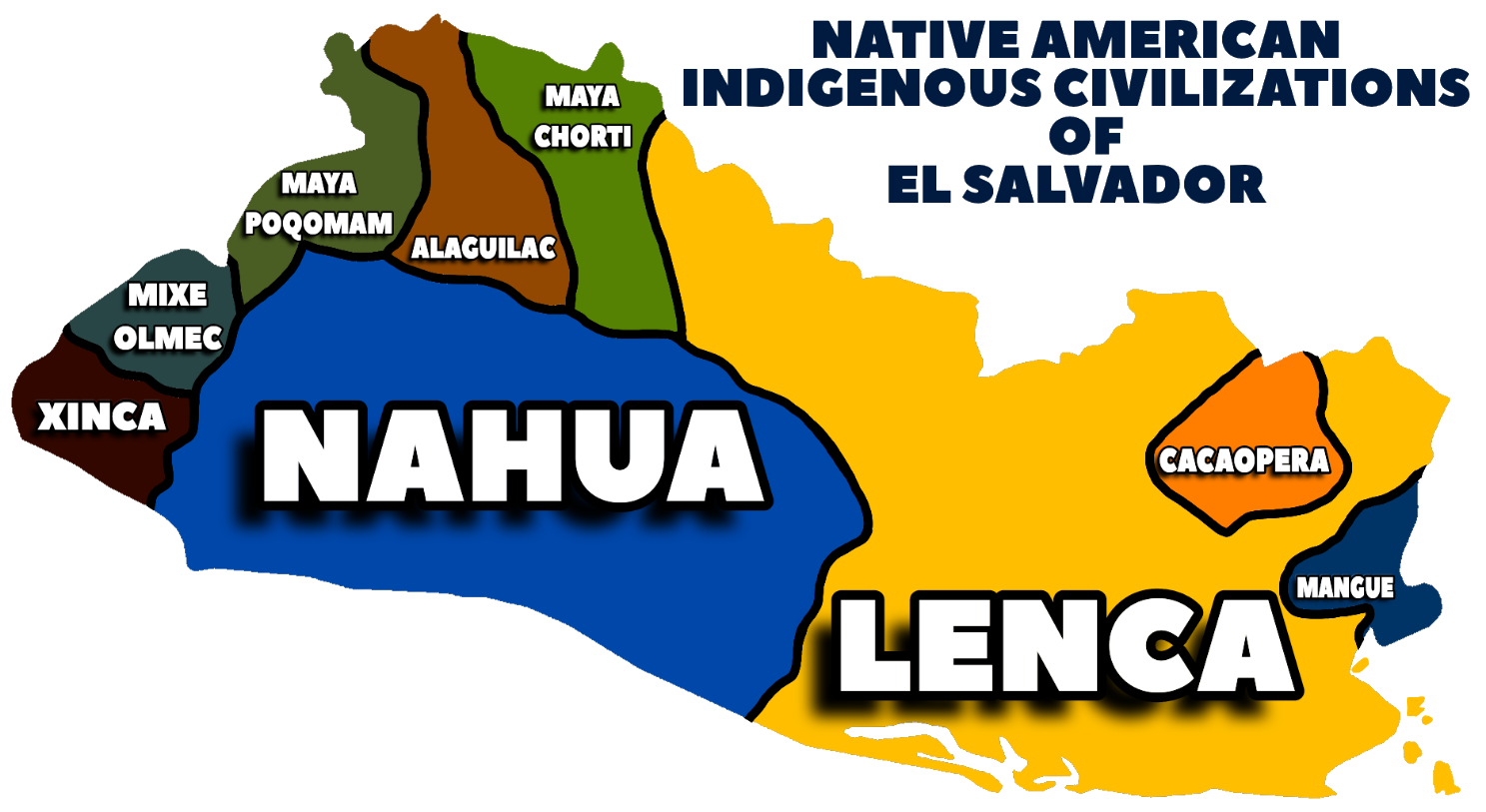
スペイン人到来時のエルサルバドルの民族分布の推測

レンカ語には2種類が確認されているが、どちらも消滅した。
- エルサルバドル・レンカ語は、チランガとポトで話されていた（このために ポト語とも呼ばれる）[3]。レンカ族は約2,000BPにエルサルバドルに到来し、ケレパ（英語版）遺跡を作った。話者は1人が残る[3]。
- ホンジュラス・レンカ語は、インティブカ、オパトーロ、グアヒキーロ、シミラトン（今のカバーニャス県）、サンタ・エレナにおいて、わずかな方言の違いをもって話されていた。いくつかの言い回しが残っているが、言語そのものが今も残っているかどうかは不明である。

この2つの言語は近い関係にはない。スウォデシュ(1967)の推定によれば、この2つは分裂してから3,000年を経ている。アルゲダス・コルテス(1987)が再構したレンカ祖語は12の子音（放出音を含む）と5つの母音からなる。
ほかの語族との関係については議論が分かれる。マクロ・チブチャ大語族に含める説はしばしば提起される。キャンベル(1987)では、そのような関連を示すはっきりした証拠がないとするが、コンステンラ・ウマーニャ(2005)ではレンカ語・ミスマルパ語族・チブチャ語の間に規則的な対応の存在を指摘している。
キャンベル(2012)ではレンカ・ミスマルパ・チブチャ語の連関はいまだ体系的に証明されていないとするが、コンステンラ・ウマーニャ(2005)が「ミスマルパとレンカの2つの隣接する語族の関係を指示する証拠を示し、この2つの語族がレンミチ大語族を構成する。コンステンラ・ウマーニャ(2005)の研究によれば、レンミチ大語族はまずチブチャ祖語と、ミスマルパ語族およびレンカ語族の共通の祖先であるミスレンカ祖語に分裂したとする。この分裂は今から9,726年ほど前、すなわち紀元前7,720年ごろに起きた（中略）レンカ語族とミスマルパ語族それぞれの祖先は7,705年前（紀元前5,069年）ごろに分裂し、パヤ語とそれ以外のチブチャ語族の祖先は6,682年前（紀元前4,676年）ごろに分裂した。」と記している。
レンカ語をシンカ語と関係づける提案もある。いっぽうJolkesky (2017:45-54)は代名詞や親族名称などの語彙からレンカ語族をホカ大語族に含める証拠を発見したとする。

## 歴史
レンカ祖語の原郷はホンジュラス中央部の可能性が高い。
16世紀はじめのスペイン人による中央アメリカの征服の時期において、レンカ語はホンジュラスの北西部と南西部、および隣接するエルサルバドルのレンパ川より東に住むレンカ族によって話されていた。レンカ族自身は今も同じ場所に住んでいるものの、1970年代にライル・キャンベルはエルサルバドルではチランガ (Chilanga, El Salvador) に1人しか話者を発見できず、ホンジュラスでは1人も発見できなかった。またキャンベルはエルサルバドルのレンカ語がホンジュラスのレンカ語と異なった言語であると結論づけた。
ホンジュラスとエルサルバドルの両国とも、言語を復活させようとする先住民の運動があり、最近のホンジュラスの報告ではエルサルバドル・レンカ語の小学校の教科書がホンジュラスの学校で配布されたという。
ロベルト・カスティージョ (Roberto Castillo (philosopher)) による2002年の小説La guerra mortal de los sentidosは、「レンカ語の探求者」の冒険の年代記になっている。

## 祖語
アルゲダス・コルテス(1988)によるレンカ祖語の再構がある。